# Gadsby (novela)

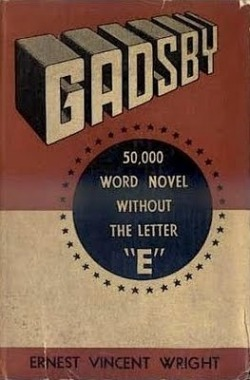
Portada de la novela de 1939 Gadsby, que destaca por no contener la letra E.

Gadsby es una novela del escritor estadounidense Ernest Vincent Wright escrita en idioma inglés como lipograma en 1939, en la cual no se incluyen palabras que contengan la letra E. El argumento trata sobre la ciudad ficticia de Branton Hills que se encuentra en decadencia, la cual es revitalizada gracias a los esfuerzos del protagonista John Gadsby y un grupo de jóvenes que lidera.
Si bien su publicación fue solventada por su escritor y mereció poca atención cuando fue publicado, el libro es muy apreciado por los entusiastas de la escritura constreñida y es buscado como una rareza por los coleccionistas de libros. Las ediciones posteriores del libro a veces llevan un subtítulo alternativo que reza Una novela de 50,000 palabras sin la letra "E".
A pesar de lo que afirmó Wright, la novela posee unas pocas palabras que contienen la letra "e". La versión en el Proyecto Gutenberg, por ejemplo, contienes "the" tres veces y "officers" una.

## Calidad lipogramática
En la introducción del libro (la cual al no ser parte de la historia, sí contiene la letra 'e') Wright explica que la principal dificultad fue evitar el sufijo "-ed" para los verbos en tiempo pasado. Para ello utilizó en extremo aquellos verbos que no necesitan del sufijo -ed y construcciones con "do" (por ejemplo "did walk" en vez de "walked"). La escasez de opciones de palabras también le limitó en extremo discusiones que involucraran cantidades, pronombres, y muchas palabras comunes. Wright se vio imposibilitado de hacer referencia a cantidades entre seis y treinta.
Sin embargo en un artículo en la revista lingüística Word Ways se indica que aun así 250 de las 500 palabras más utilizadas en inglés estaban disponibles para Wright a pesar de la omisión de las palabras con la letra E.